# سعاد ماسی
سُعاد ماسی (به انگلیسی: Souad Massi) خواننده، ترانه‌سرا و گیتاریست الجزایری است که در فرانسه زندگی می‌کند. ماسی که موسیقی‌اش از سبک‌های مختلف غربی (راک، کانتری و فادوی پرتغالی) الهام می‌گیرد، بعضاً از سازهای عربی، مانند عود، در ترانه‌های خود استفاده می‌کند. اشعار ترانه‌های او اغلب به زبان عربی، فرانسوی، انگلیسی، زبان آمازیغی یا مخلوطی از این زبان‌ها سروده شده‌اند.
سعاد ماسی دربارهٔ کارهایش می‌گوید «فکر می‌کنم که شنونده‌ها موسیقی را از روی حس درک می‌کنند، حتی اگر کلام را هم نفهمند. این زبان نیست که من از طریق آن با مردم و شنونده‌ها ارتباط برقرار می‌کنم، بلکه از طریق خود ملودی و ریتم است. موسیقی، ما انسان‌ها را به هم نزدیک می‌کند.»

## کودکی و سال‌های آغازین خوانندگی

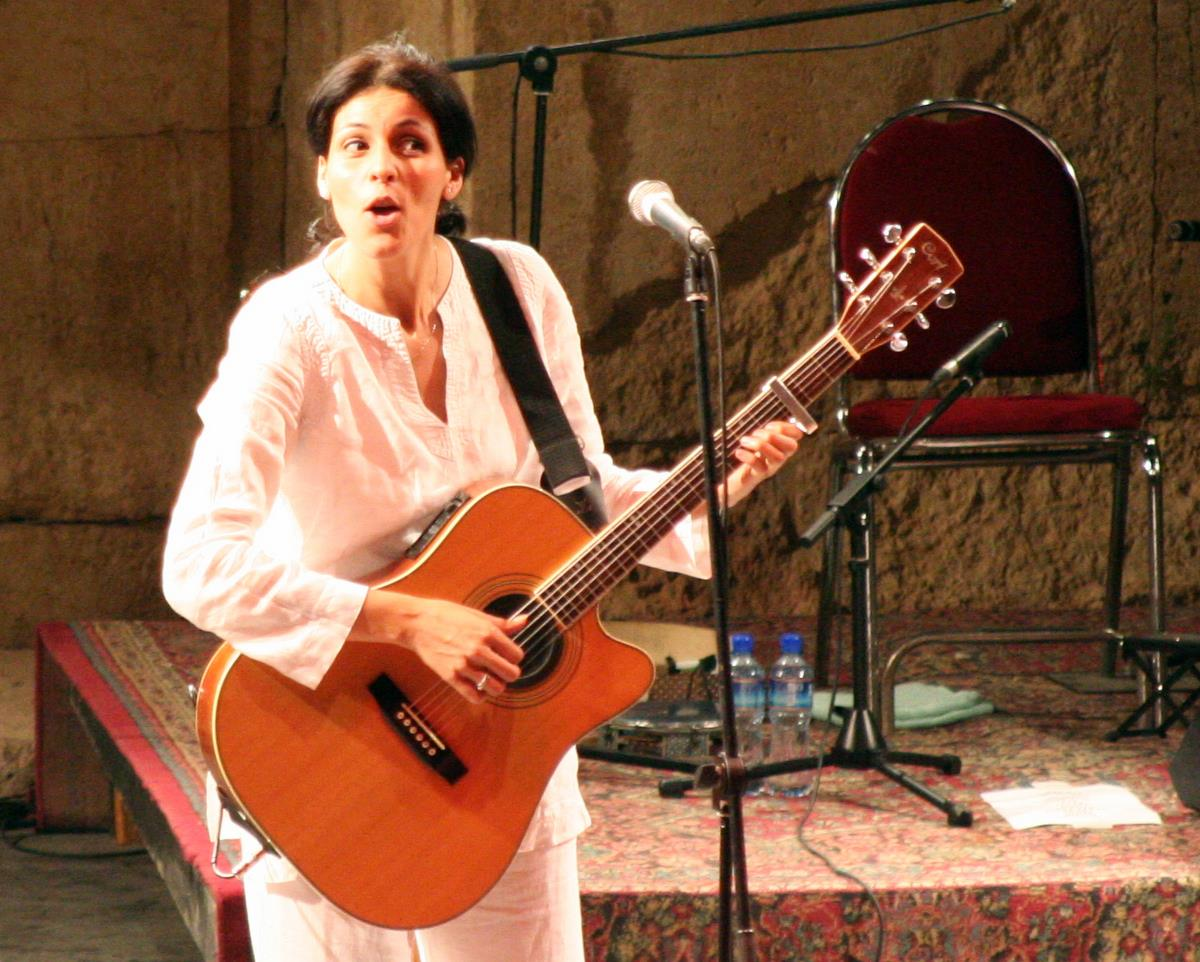

سعاد ماسی ۲۳ اوت ۱۹۷۲ در یکی از محلات حومه الجزیره، پایتخت الجزایر، در خانواده‌ای مسلمان و پرجمعیت به دنیا آمد که صاحب هفت فرزند بودند.
پدرش مهندس بود و مادرش هم‌خانه‌دار و از خانواده‌ای سنتی بود. سعاد همچون بسیاری از هم‌نسل‌هایش در همان دورهٔ کودکی و نوجوانی به موسیقی علاقه‌مند بود، اما از آنجایی که در الجزایر مردها بیش از همه در موسیقی فعالیت داشته‌اند، سعاد تصور هم نمی‌کرد که روزی بتواند قدم به صحنه موسیقی بگذارد و به همین خاطر هم در بچگی دوست داشت که پسر باشد و نه دختر.
سعاد ماسی با تشویق و پشتیبانی برادر بزرگ‌اش به یادگرفتن گیتار روی آورد و از سنین پایین به نواختن گیتار و آوازخوانی مشغول شد و تا بیست سالگی دنبال سبک‌های مختلف موسیقی و آواز از فلامنکو و راک تا هندی رفت.

## سال‌های آغاز خوانندگی
علاقهٔ مفرط به سبک‌های کانتری و روتز از سنین پایین باعث تاثیرپذیری عمیق سعاد ماسی از موسیقی آمریکایی شد. اولین بار در ۱۷ سالگی به عنوان عضو یک گروه فلامنکو پا به صحنه گذاشت و کنسرت اجرا کرد. در کنار فعالیت هنری در دانشگاه الجزیره هم مشغول تحصیل در رشته شهرسازی شد و بعد از پایان تحصیلش در یک دفتر مهندسی معماری شروع به کار کرد.
سعاد در سال ۱۹۹۷ پا به عرصه جدیدی گذاشت و به عنوان خواننده و گیتاریست، عضو یک گروه هارد راک به اسم «آتاکور» شد که برادرش هم عضو آن بود. این گروه با اینکه آلبومی منتشر نکرد، اما با الهام از گروه‌های راک همچون لد زپلین و یوتو، بیشتر در زمینهٔ ترانه‌های سیاسی فعالیت می‌کرد. ماسی هفت سال را با یک آلبوم و دو ویدیوکلیپ با گروه آتاکور پشت سر گذاشت.
ولی آتاکور به خاطر تم سیاسی ترانه‌هایش هدف تهدید و آزار گروه‌های تندرو قرار گرفت، تا جایی که برای مدتی ماسی مجبور بود با موهای کوتاه و ظاهری مردانه در اماکن عمومی ظاهر شود.

## مهاجرت به فرانسه
در سال ۱۹۹۹ فصل تازه‌ای از زندگی سعاد ماسی آغاز شد. او در ماه ژانویه ۹۹ به فستیوال زنان الجزایری (Femmes d'Algerie) در پاریس دعوت شد و پس از استقبالی که از او شد، تصمیم گرفت در فرانسه بماند. سعاد ماسی با اینکه برای جامعه موسیقی فرانسوی ناشناخته بود، اما در جامعه الجزایری‌های مقیم آن کشور طرفداران زیادی داشت.
الجزایری‌ها از سعاد ماسی دعوت کردند در یک جشنواره کوچک آواز بخواند، اما او به سرعت با آهنگ‌های عاشقانهٔ غمگین‌اش در بین مخاطبان عمومی‌تر فرانسوی هم شناخته شد. او نخستین اجرای رادیویی‌اش را در «رادیو نووا» انجام داد که در زمینهٔ تلفیق انواع موسیقی جهانی تا هیپ‌هاپ و موسیقی الکترونیکی تخصص دارد و بعدتر با شرکت معروف شرکت آیلند رکوردز در فرانسه قرارداد بست.

## انتشار آلبوم‌های سولو
در ژوئن ۲۰۰۱ ماسی نخستین آلبوم سولوی خود را با عنوان راوی منتشر کرد که وبگاه آل‌میوزیک (Allmusic) آن را قابل مقایسه با موسیقی فولک دههٔ ۶۰ آمریکا معرفی کرد. ترانه‌های آلبوم که اغلب به زبان فرانسوی و عربی خوانده شده بودند، محبوبیت زیادی در فرانسه پیدا کردند. در سال۲۰۰۲ ماسی نامزد دریافت جایزهٔ Radio 3 World Music Awards به عنوان بهترین خوانندهٔ تازه‌کار سال شد.
در سال ۲۰۰۳ ماسی آلبوم دوم خود را با عنوان دب (دل‌شکسته) روانهٔ بازار کرد. ترانه‌های این آلبوم نسبت به آلبوم‌های قبل ماسی تم شخصی‌تری داشتند. آلبوم دب به سرعت به یکی از موفق‌ترین آلبوم‌های شمال آفریقایی در سطح جهان تبدیل شد. سه سال بعد ماسی آلبوم سوم خود با نام مسک‌الیل را منتشر کرد که بیشتر ترانه‌هایش حول محور عشق و فراق سروده شده بودند. ماسی برخی از ترانه‌های این آلبوم را با خواننده‌های دیگر از جمله دبی تور و رباح خلفه اجرا کرد.

## آلبوم‌شناسی
- ۲۰۰۱: Raoui (راوی)
- ۲۰۰۳: Deb (دب/ دل‌شکسته)
- ۲۰۰۵: Mesk Elil (مسک‌الیل)
- ۲۰۰۷: Live Acoustique (لایو آکوستیک)
- ۲۰۱۰: Ô Houria (اوه حریة/ آه آزادی)
- ۲۰۱۵: El Mutakallimun (المتکلمون)